# Iris tigridia
Iris tigridia là một loài thực vật có hoa trong họ Diên vĩ. Loài này được Bunge ex Ledeb. miêu tả khoa học đầu tiên năm 1829.